# Asier Antonio Marcos
Asier Antonio Marcos (Irun,Gipuskoa, Baskija, 10. srpnja 1979.) je španjolski rukometaš. Igra na poziciji kružnog. Španjolski je reprezentativac. Igra za Valladolid.
Od 1997. do 2002. je igrao za Bidasou, a od 2002. do 2004. za Cantabriju. S tim je klubovima osvojio Kup EHF 2000./2001. i 2003./2004.), Kup pobjednika kupova 1997./1998., 2004./2005., 2005./2006., 2007./2008., 2008./2009.) i Ligu prvaka 2006./2007. i 2009./2010.
Na popisu je izbornika španjolske reprezentacije. Bio je na popisu za europsko prvenstvo 2010. u Austriji.

## Vanjske poveznice
- Balonmano Valladolid   Arhivirana inačica izvorne stranice od 25. lipnja 2010. (Wayback Machine) Profil
- Eurohandball  Arhivirana inačica izvorne stranice od 24. rujna 2015. (Wayback Machine) Profil